# Topolino autista
Topolino autista (Traffic Troubles) è il titolo di un cortometraggio di Topolino del marzo 1931.
Il cortometraggio è uscito il 20 marzo 1931.

## Trama
Topolino è un buffo tassista a cui ne capitano di tutti i colori: dapprima deve trasportare un cliente enorme, poi litiga con alcuni guidatori maleducati che tentano di farlo sbandare ed infine offre un passaggio a Minnie.
Anche con lei i guai non mancheranno.

## Curiosità
In un fotogramma, durante la scena del traffico, appare Orazio alla guida di una vettura.